# Sepp Wejwar

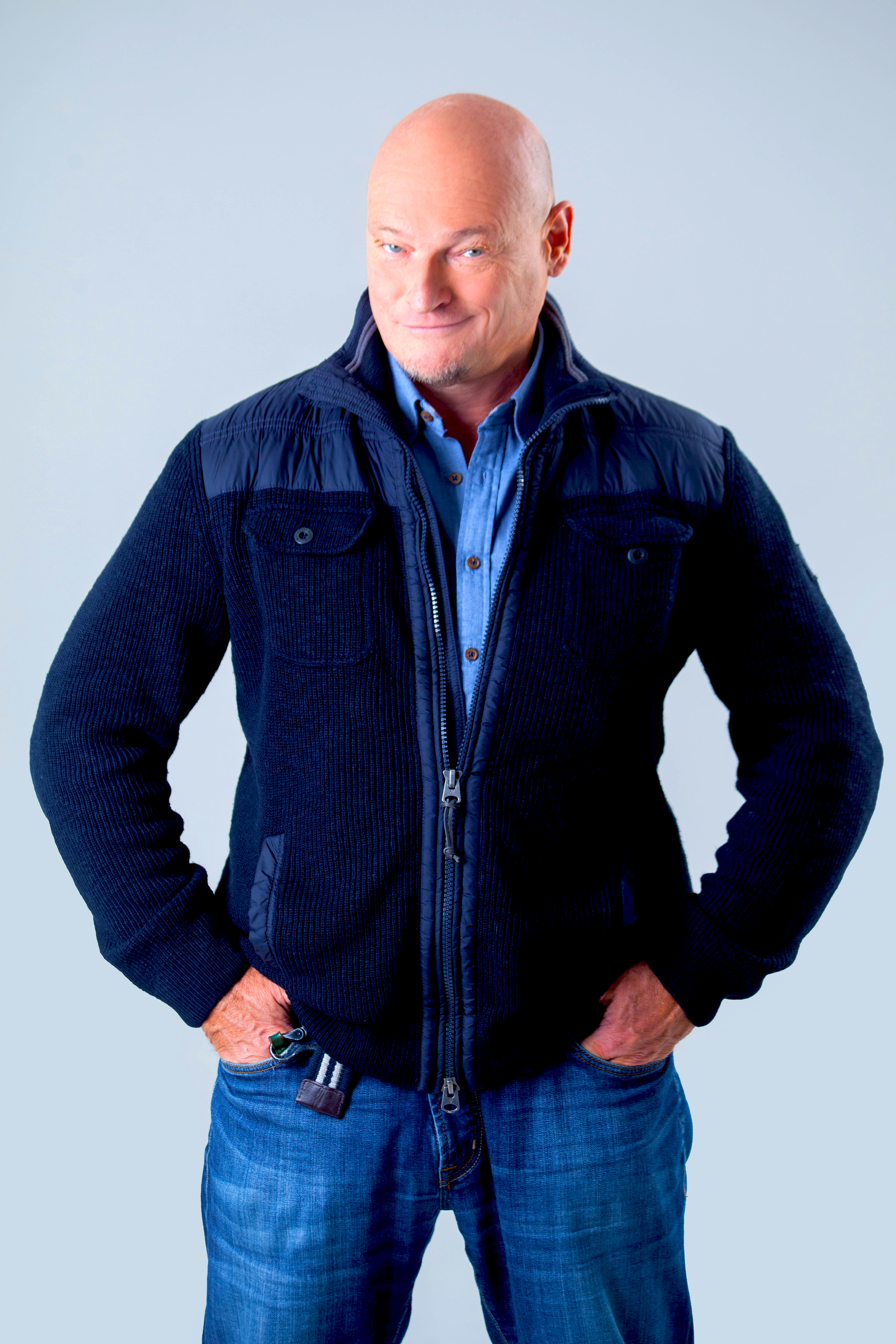
Sepp Wejwar, 2016

Sepp Wejwar (* 18. Juni 1956 in Wien) ist ein österreichischer Publizist und Buchautor mit Hauptaugenmerk auf die Themen Bier und Braukultur. Er vermarktet sich selbst unter der Personal Brand „Der Biersepp“.

## Leben
Wejwar begann seine berufliche Karriere in den frühen 1980er-Jahren, in denen er verschiedene Marketing-Führungspositionen innehatte, unter anderem bei IKEA Österreich, Diners Club Austria und beim französischen Skibindungs- und Skischuherzeuger Salomon.
In den 1990er-Jahren war Wejwar Teilhaber einer Werbe- und Marketingagentur mit Schwerpunkt im Getränkemarketing. Aus dieser Agentur stammt der bekannte Slogan „Wenn die kan Almdudler hab’n, geh’ i wieder ham!“ des österreichischen Markengetränks Almdudler. Derzeit ist Wejwar Inhaber einer Agentur, die sich ebenfalls auf Getränkemarketing spezialisiert hat.
Wejwar ist Biersommelier sowie Master BeerKeeper und beschäftigt sich in jüngster Zeit vor allem mit den Themengebieten Bier und Braukultur. Neben seiner Tätigkeit im Biermarketing für Brauereien veranstaltet er Bierseminare und Bierverkostungen. Er moderiert Pressekonferenzen, hält Seminare und themenbezogene Veranstaltungen aller Art. Darüber hinaus unterrichtet Wejwar als Dozent am WIFI Wien angehende Sommeliers zum Thema Bierwissen.
2014 erfolgte die Gründung des Instituts für Bierkultur, dessen CVO Sepp Wejwar bis heute ist. Das Institut konzentriert sich neben der traditionellen Marketing- und Publizistiktätigkeit vorrangig auf die unabhängige und überregionale Ausbildung der beerkeeper, die auf persönlichen Einsatz für gutes und gepflegtes Bier sowie auf eine gewisse Haltung hin ausgebildet sind.

## Publizistische Tätigkeit

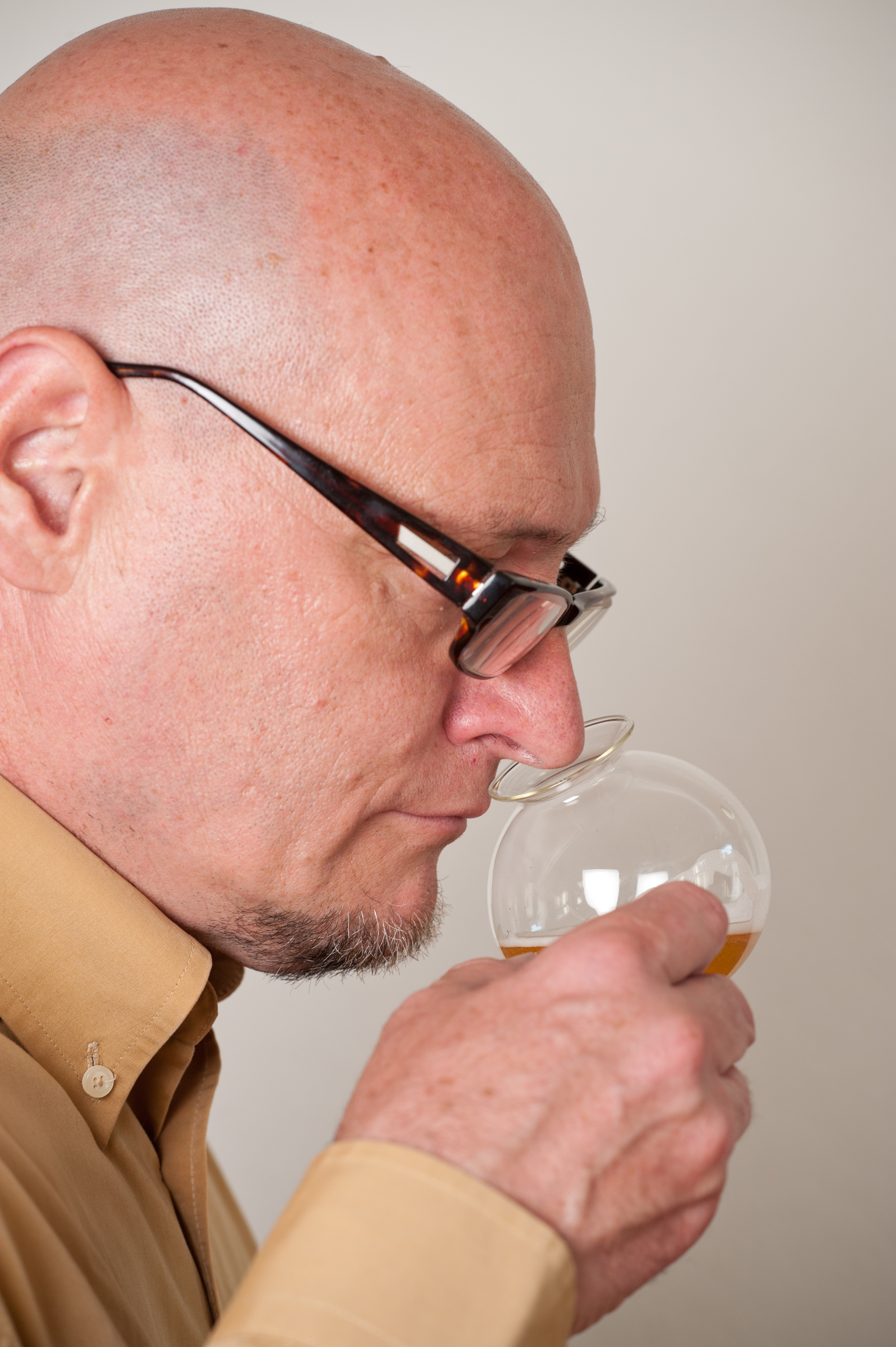
Wejwar mit Bukanter

Wejwar ist Chefredakteur des fünfmal jährlich im Österreichischen Agrarverlag erscheinenden Fachmagazins Genuss.bier.pur. und der Internetplattform BIERtaeglich.eu, einer Online-Tageszeitung für die Bierbranche. Er schreibt für mehrere Internetmedien, die sich mit Getränkewirtschaft und Gastronomie auseinandersetzen, unter anderem für das Webportal Captain Cork. Zudem arbeitet er als freier Redakteur für die Tageszeitung Die Presse. und das Magazin News. In seiner Eigenschaft als Biersommelier tritt er regelmäßig im österreichischen Fernsehen in einem Sender des ORF als Experte zum Thema Bier auf.
Im April 2009 erschien Das Österreichische Bierbuch, 2010 Bier kombiniert (gemeinsam mit Karl Schiffner) und 2011 Kochen mit und zu Bier (gemeinsam mit Horst Sulzmann). Ebenfalls 2011 erschien in New York The Oxford Companion To Beer, eine internationale Bier-Enzyklopädie, zu der Wejwar mehrere Kapitel beigesteuert hat, unter anderem jenes über Österreich. 2013 folgte Wejwars erstes Buch, das sich ausschließlich dem Thema Craft Bier widmete: Große Biere aus kleinen und großen Brauereien: vom Biersepp getestet; mein Leben mit Craft-Bier.

## Werke
- Das Österreichische Bierbuch. Der Genussratgeber rund ums Bier, Verlag Krenn, 2009, ISBN 978-3-99005-000-2
- Bier kombiniert (gemeinsam mit Karl Schiffner), Av Buch, 2010, ISBN 978-3-7040-2403-9
- Kochen mit & zu Bier: Geschichte und Gegenwart einer kulinarischen Köstlichkeit (gemeinsam mit Horst Sulzmann), Verlag Krenn, 2011, ISBN 978-3-99005-077-4
- Große Biere aus kleinen und großen Brauereien: vom Biersepp getestet; mein Leben mit Craft-Bier, Verlag Krenn, 2013, ISBN 978-3-99005-134-4
- Bier – Kult und Kultur. Fernsehfilm, ORF&3sat, 2014